# Scoring Atopic Dermatitis
SCORAD (SCORing Atopic Dermatitis) ist ein klinisches Bewertungssystem, welches genutzt wird um den Schweregrad des Atopischen Ekzem bei Patienten möglichst objektiv zu bestimmen. Das SCORAD-System wurde 1993 von der europäischen Expertengruppe für Atopische Dermatitis entwickelt. Zusammen mit dem klinischen Bewertungssystem EASI (Eczema Area and Severity Index) findet es insbesondere im Bereich klinischer Studien Anwendung. Hierbei wird es angewendet, um die Wirksamkeit neuer Behandlungen und Medikamente zu bestimmen.

## Bewertungssystem
Das SCORAD-System setzt sich aus den drei Komponenten Fläche, Intensität und Subjektive Symptome zusammen. Die Gewichtung ist dabei wie folgt:

- Fläche 20 %
- Intensität 60 %
- Subjektive Symptome 20 %

### Fläche
Die betroffene Fläche wird nach der Neuner-Regel nach Wallace berechnet. Hierzu wird auf einer Abbildung des Körpers der betroffene Bereich markiert und somit die Gesamtfläche in Prozent ermittelt. Diese setzt sich wie folgt zusammen:

| Kopf und Nacken  | 9 %          |
| Obere Gliedmaße  | 9 % jeweils  |
| Untere Gliedmaße | 18 % jeweils |
| Vorderer Torso   | 18 %         |
| Rücken           | 18 %         |
| Genitalbereich   | 1 %          |

Die Einzelflächen werden zusammenaddiert und ergeben die Gesamtfläche (A), welche als Maximalwert 100 % annehmen kann.

### Intensität
Die Intensität wird aus der Kombination von 6 Kriterien und der jeweiligen Intensität auf einer Skala von 0 – 3 ermittelt.
Für die Intensität gilt:

0 = keine   1 = mild   2 = moderat   3 = schwer
Den 6 Kriterien wird jeweils eine Intensität zugeordnet. Die Kriterien sind:

- Erythem
- Exkoriation
- Ödem/Papelbildung
- Lichenifikation
- Nässen/Krustenbildung
- Trockenheit

Die Intensitäten der einzelnen Kriterien werden addiert und bilden somit die Gesamtintensität (B)

### Subjektive Symptome
Zur Beurteilung subjektiver Symptome werden der Juckreiz (Pruritus) und die Schlaflosigkeit bewertet. Dabei markiert der Patient auf einem Zahlenstrahl jeweils einen Wert zwischen 0 und 10 für beide Symptome. Der Wert der angegebenen Markierung wird auf eine Nachkommastelle ermittelt. Durch Addition der beiden Werte wird der Gesamtwert für die subjektiven Symptome erhalten (C).

### Berechnung des SCORAD Score
Der SCORAD wird als dimensionslose Einheit nach folgender Formel berechnet:

SCORAD = A/5 + 7B/2 + C

Somit ergibt sich ein Maximalwert von 103. Bei einem Wert unter 25 wird das Atopische Ekzem als leicht bezeichnet. Von 25 bis 60 als mittelschwer und ab einem Wert von 61 bis 103 als schwer.